# Kupacs
A kupacs (latinul cupula;  a makktermést rendszerint csésze alakban körülvevő levélképződmény.  Pikkelyalakú előlevelek módosulásából, összenövéséből, esetleg elfásodásából keletkező csészealakú képlet.. A gyertyán, mogyoró és más rokonfajok kupacsa nem fásodik meg és gyakran vékony (álcsésze);  a tölgyfajoké ezzel szemben vastag, fás. 
A kupacs a nővirágokat vagy virágcsoportokat, később a termést részben vagy egészen körülveszi (tölgynél, bükknél, mogyorónál). A fellevelek egyik típusa a kupacs. Némely fafajra jellemzőek a makktermést beborító kupacsot alkotó fellevelek.
A bükkfavirágúak vagy kupacsos termésűek mint makktermésű fajok termését fellevél- vagy virágtengely-eredetű kupacs takarja. (Innen származik ennek a a rendnek a régebbi, már ritkábban használatos magyar elnevezése.)